# خلیل العبسی
خلیل العبسی (زاده ۲۸ مه ۲۰۰۱) یک بازیکن فوتبال اهل عربستان سعودی است. وی برای باشگاه فوتبال النصر عربستان سعودی بازی می‌کند.